# Западна Странджа
Западна Странджа е защитена зона от Натура 2000 по директивата за опазване на дивите птици. Обхваща западните части на Странджа планина. Заема площ от 53 821,1 ha.

## Граници
От север се намират селата Денница, Оман, Гранитец, Сливово. На запад границата достига до язовир „Малко Шарково“ и селата Стефан Караджово, Дъбово, Ружица и Воден. На юг границата на защитената зона съвпада с държавната граница с Турция. От Богданово на изток границата преминава през землищата на селата Варовник, Кирово и Белеврен.

## Флора
Най-голяма площ заемат земеделските земи, пасищата и обраслите с храстова растителност открити пространства. Широколистните гори са представени от смесени гори на цер и благун. В най-южната част горите са главно от източен горун и източен бук. В защитената зона попадат горните течения на водосборните басейни на реките Средецка и Факийска.

## Фауна
В защитената зона се срещат 112 вида птици, от които 34 са включени в Червената книга на България. Защитената зона е от световно значение за опазването на застрашения от изчезване от планетата царски орел, който гнезди тук. Срещат се малък креслив орел, ловен сокол, черна каня, ливаден блатар, дебелоклюна чучулига, белочела сврачка, голям маслинов присмехулник, среден пъстър кълвач, сирийски пъстър кълвач, домашна кукумявка, качулата чучулига, късопръст ястреб, черен щъркел, совоок дъждосвирец, късопръста чучулига и голям маслинов присмехулник.